# Wilhelm z Rubruk

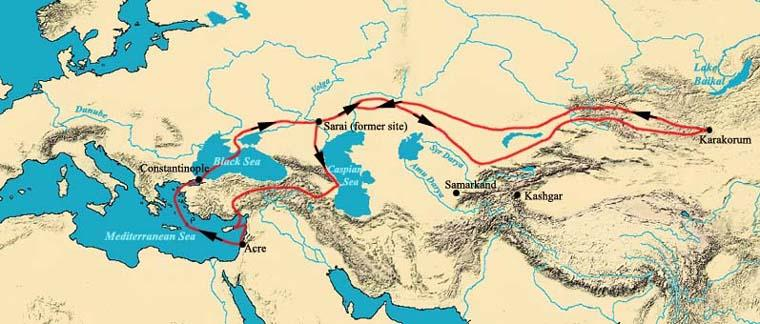
Trasa podróży Wilhelma

Wilhelm z Rubruk (ur. ok. 1220 w Rubrouck; zm. ok. 1293) – flamandzki franciszkanin, misjonarz i podróżnik. W latach 1253–1255 posłował z ramienia króla Francji Ludwika IX Świętego na dwór wielkiego chana mongolskiego Mongke. Celem tej wyprawy było wybadanie czy chan mongolski byłby skłonny przyjąć wiarę chrześcijańską i stać się sojusznikiem w walce z Turkami. Jechał przez Konstantynopol, Krym, Ural, stepy, pustynię Gobi do stolicy chana, Karakorum, gdzie przybył w 1253 roku. Jego zdaniem chan mongolski miał się wyrazić, iż najpotężniejszym władcą Zachodu jest król Francji.
Sporządził wartościowy opis ze swej podróży (Itinerarium), który stał się jednym z najważniejszych dla średniowiecznej Europy zbiorem wiadomości o Azji. Zawarł w nim m.in. opis praktyk szamanów mongolskich, nestorian azjatyckich, mnichów buddyjskich i wiele elementów życia codziennego samych Mongołów (ubiór, warunki mieszkaniowe, pożywienie itp.). Jako pierwszy Europejczyk podał informacje na temat pisma chińskiego, pierwszy także wykazał, że wzmiankowana w antycznych źródłach Seres oraz Kataj to jeden i ten sam kraj. Jego opis geograficzny brzegów Morza Kaspijskiego przyczynił się do obalenia rozpowszechnionego w Europie od starożytności poglądu (podpartego autorytetem Izydora z Sewilli), wedle którego stanowiło ono jedynie zatokę Oceanu Północnego.
W czerwcu 1254 roku wyruszył w podróż powrotną wioząc list wielkiego chana do króla Francji wzywającego go do uznania się za wasala władcy Mongołów.